# Luigi Sarullo
Luigi Sarullo (Prizzi, 25 agosto 1906 – Palermo, 4 luglio 1972) è stato uno storico dell'arte italiano.

## Biografia
Lasciò Prizzi per Palermo con la numerosa famiglia (il padre, anche lui Luigi, era dipendente del Ministero delle Finanze e fu consigliere del presidente del Consiglio Vittorio Emanuele Orlando) nel 1913. Laureatosi in matematica e fisica, negli anni Trenta iniziò a Palermo l'insegnamento presso gli istituti superiori. Dopo circa un lustro in cui combatté nel secondo conflitto mondiale, trovò definitiva occupazione presso il Comune di Palermo. Lontano discendente del pittore Pasquale Sarullo, l'interesse per le arti figurative e per le vicende legate alle espressioni della bellezza in Sicilia lo condussero a redigere, a partire dal 1938, il Dizionario degli artisti siciliani, una imponente opera di compilazione e sistematizzazione della millenaria storia artistica siciliana.

## Il dizionario
Composto in modo autonomo nel corso di un trentennio, il dizionario, edito postumo a partire dal 1993 - dopo un lavoro di aggiornamento e revisione per mano di molte decine di studiosi ed accademici - dalla casa editrice Novecento di Palermo, è diviso in tre voluminosi tomi (Pittura, Scultura ed Architettura), trattando, in ordine di pubblicazione, degli architetti, dei pittori e degli scultori.
L'autore condusse ricerche scrupolose non soltanto a carattere bibliografico, ma anche, ove gli fu possibile, ottenendo notizie dai familiari sopravvissuti coi quali intrattenne una cospicua corrispondenza. A questo tipo d'indagine, affiancò la ricerca diretta di molte opere, effettuando complesse ricognizioni in diverse località siciliane. Curatori dell'opera, pubblicata a oltre vent'anni dalla morte del Sarullo, sono stati Umberto Di Cristina, Eliana Mauro, Benedetto Patera, Ettore Sessa, Maria Antonietta Spadaro, Maria Clara Ruggieri Tricoli e Giuseppe Trombino.
L'autore non volle inserire alcun artista vivente, e non espresse alcun personale giudizio sulle voci catalogate, per cui l'apporto critico contenuto nell'opera fu espresso dai curatori.

## Intitolazioni
Il Comune di Palermo, nel quarantesimo anniversario della morte dell'autore, gli ha intitolato una importante via cittadina. Nelle motivazioni di tale intitolazione si legge che Sarullo è stato un eroe della cultura, anche perché, al di fuori del mondo accademico ufficiale, realizzò in solitudine un'operazione culturale imponente, sia di ricerca che di natura compilativa, ponendosi nel solco di una vecchia tradizione che rimanda al Settecento e all'Ottocento.

## Opere
- Luigi Sarullo, Dizionario degli artisti siciliani, (tre vol..), Novecento Editrice - Palermo, 1993